# Blue Dragon: Awakened Shadow
Blue Dragon: Awakened Shadow (ブルードラゴン 異界の巨獣, Blue Dragon: Ikai no Kyojū) est un jeu vidéo de rôle développé par Mistwalker et édité par Namco Bandai Games, sorti en 2009 sur Nintendo DS.

## Accueil
- Jeuxvideo.com : 13/20[1]